# Esther Verhoef

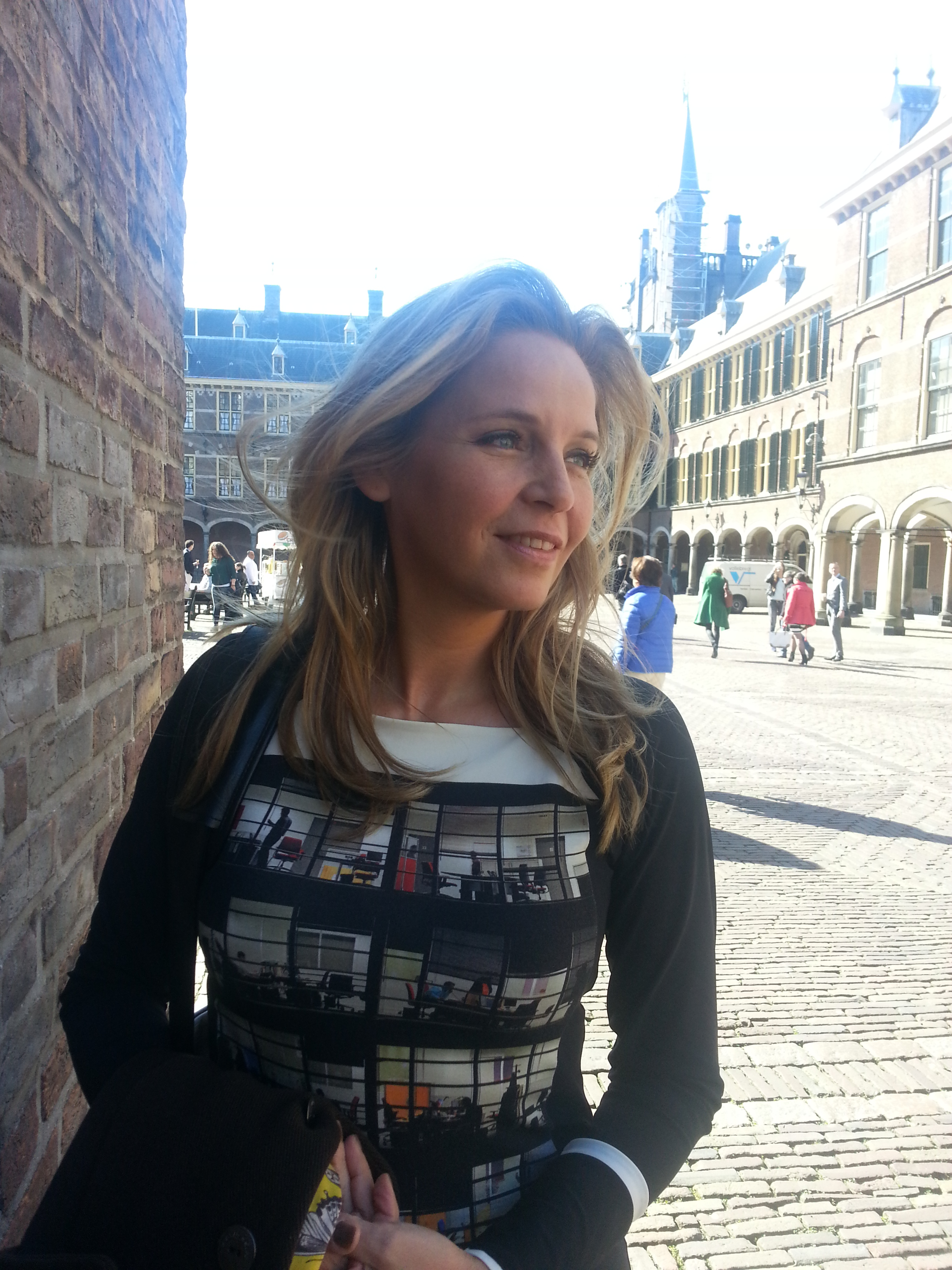
Esther Verhoef im Binnenhof, Den Haag am 20. März 2014

Esther Verhoef-Verhallen (* 27. September 1968 in ’s-Hertogenbosch) ist eine niederländische Autorin.

## Allgemeines
Esther Verhoefs psychologische Thriller und Romane haben sich bisher 2,2 Millionen Mal verkauft. Sie wuchs in ’s-Hertogenbosch und dem nahe gelegenen Rosmalen auf. Von 1995 bis 2005 veröffentlichte sie 50 Sachbücher über Tiere, zu denen sie größtenteils auch selbst die Fotos machte. Mehrere dieser Bücher wurden auch ins Deutsche übersetzt. Unter dem Pseudonym Marique Maas veröffentlicht sie des Weiteren erotische Romane.
Seit 2003 verfasst sie Thriller, einige davon auch in Zusammenarbeit mit ihrem Ehemann Berry Verhoef unter dem Pseudonym Escober. Ihre Thriller wurden mehrfach für niederländische und belgische Krimipreise nominiert. Als erste Niederländerin gewann sie die Krimipreise Diamanten Kogel und Zilveren Vingerafdruk.
Esther Verhoef lebt mit ihrem Mann in Südfrankreich.

## Bibliografie

### Thriller
als Esther Verhoef:
- 2006 – Rendez-vous (dt. Der Geliebte, 2009 bei btb)
- 2007 – Close-up (dt. Hingabe, 2010 bei btb)
- 2008 – Alles te verliezen (dt. Abscheu, bei btb)
- 2009 – Erken mij (Geschenkbuch anlässlich des Maand van het Spannende Boek im Juni 2009)
- 2010 – Déjà vu (dt. Verfallen, 2011 bei btb)
- 2014 – De kraamhulp
- 2015 – Lieve mama (dt. Mutter, ich habe getötet, unter dem Pseudonym Nova Lee Maier, 2019 bei Edition M, Übersetzung: Olaf Knechten)

als Escober:
- 2003 – Onrust (erster Teil der Sil Maier-Trilogie; zuerst unter der Autorenbezeichnung Esther Verhoef veröffentlicht, dt. Rastlos, 2006 bei Grafit; unter dem Titel Verraten, 2010 btb)
- 2004 – Onder Druk (zweiter Teil der Sil Maier-Trilogie; zuerst unter der Autorenbezeichnung Esther Verhoef veröffentlicht; 2010 bei btb veröffentlicht unter dem Titel Verstossen)
- 2006 – Chaos
- 2008 – Ongenade (dritter Teil der Sil Maier-Trilogie; 2012 bei btb veröffentlicht unter dem Titel Verschleppt)
- 2013 – Overkill

### Romane
als Esther Verhoef:
- 2012 – Tegenlicht (dt. Gegenlicht, bei btb)
- 2017 – Nazomer

### Erotische Romane
als Marique Maas:
- 2013 – Muren van glas 1: De ontmoeting
- 2013 – Muren van glas 2: Harde grenzen
- 2015 – Muren van glas 3: De bestemming

## Krimipreise und Nominierungen
- 2004 – Nominierung für den Gouden Strop für Onrust
- 2005 – Nominierung für den Gouden Strop für Onder druk
- 2005 – Gewinnerin des Diamanten Kogel für Onder druk
- 2006 – Nominierung für den NS Publieksprijs für Rendez-vous
- 2007 – Gewinnerin des Zilveren Vingerafdruk für Rendez-vous
- 2007 – Nominierung für den Gouden Strop für Close up
- 2007 – Nominierung für den NS Publieksprijs für Close up
- 2007 – Nominierung für den Diamanten Kogel für Chaos
- 2008 – Gewinnerin des Zilveren Vingerafdruk für Close-up
- 2008 – Nominierung für den Diamanten Kogel für Ongenade
- 2009 – Nominierung für den Zilveren Vingerafdruk für Alles te verliezen
- 2010 – Nominierung für den Zilveren Vingerafdruk für Déjà vu
- 2011 – Gewinnerin des NS Publieksprijs für Déjà vu
- 2011 – Nominierung für den Diamanten Kogel für Déjà vu
- 2012 – Nominierung für den NS Publieksprijs für Tegenlicht
- 2013 – Nominierung für den Diamanten Kogel für Overkill
- 2013 – Nominierung für den Crimezone Thrilleraward für Overkill
- 2014 – Nominierung für den Gouden Strop für De Kraamhulp
- 2014 – Nominierung für den NS Publieksprijs für De Kraamhulp
- 2014 – Gewinnerin des Hebban Crimezone Award für De Kraamhulp
- 2015 – Nominierung für den Hebban Crimezone Award für Lieve mama
- 2015 – Nominierung für den NS Publieksprijs für Lieve mama
- 2016 – Nominierung für den Diamanten Kogel für Lieve mama
- 2016 – Gewinnerin des Gouden Strop für Lieve mama